# Sergej Kravtjinskij

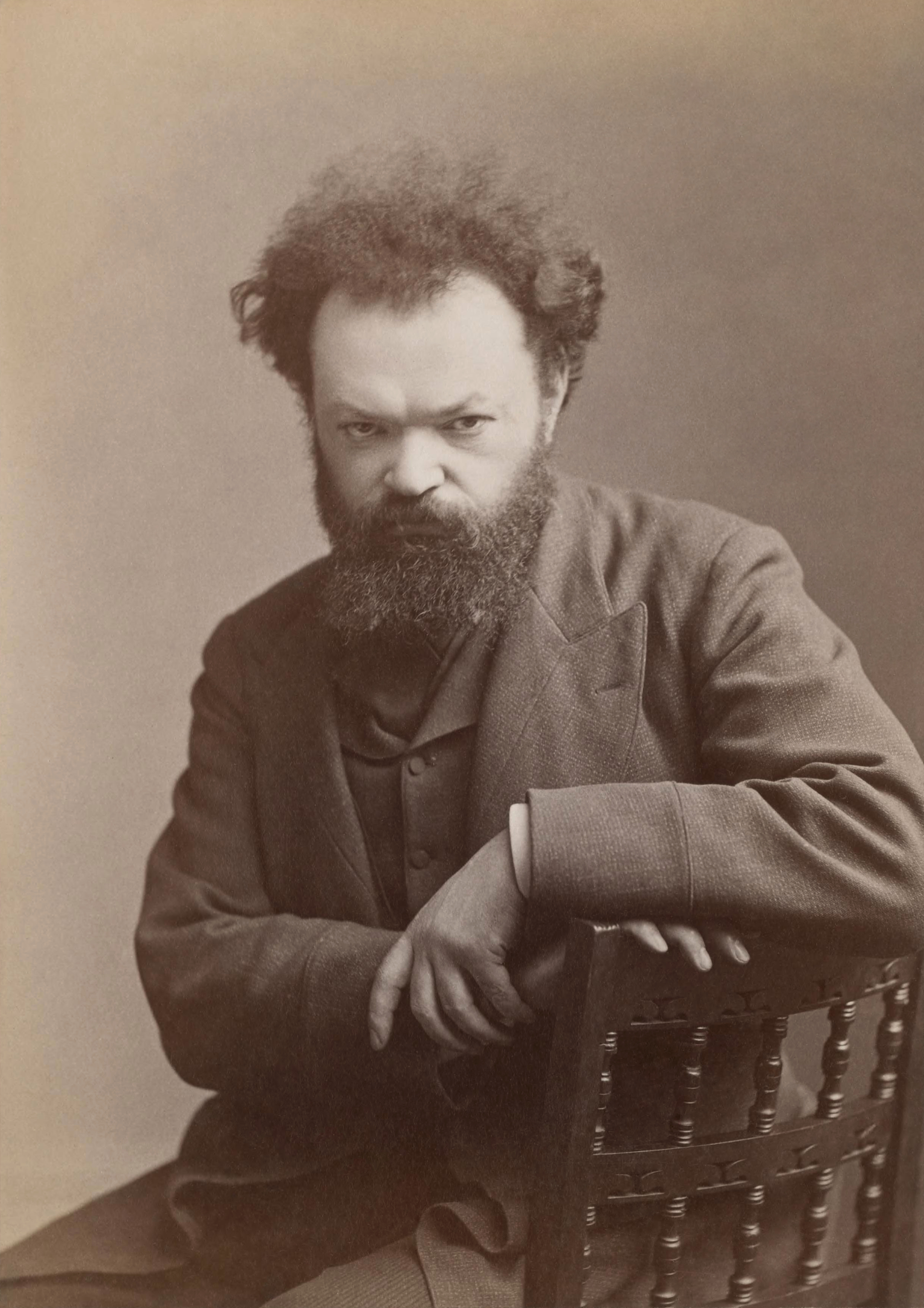
Sergej Kravtjinskij

Sergej Michajlovitj Kravtjinskij (med kyrillisk skrift: Сергей Михайлович Кравчинский), pseudonymen Stepnjak (Степняк), född 13 juli (gamla stilen: 1 juli) 1851 i Novyj Starodub, Guvernementet Cherson, Kejsardömet Ryssland, död (genom olyckshändelse då han blev påkörd av ett tåg) 23 december (gamla stilen: 11 december 1895 i London, var en rysk revolutionär och författare. 
Kravtjinskij blev 1871 medlem av tjajkovtsernas revolutionära grupp, propagerade ivrigt på ryska landsbygden och deltog 1875–1876 i resningen i Hercegovina. Han mördade den 4 augusti 1878 gendarmchefen Mezentsov i Sankt Petersburg och publicerade i Zemlja i Voljas hemliga tryckeri den polemiska skriften Smert za smert (Död för död). Han lyckades fly till Genève, där han samma år startade tidskriften Obstjina och flyttade sedan till London, där han 1891 bildade föreningen Free Russia (Fonda volnoj ruskoj pressy) och under pseudonymen Stepnjak författade politiska och skönlitterära skrifter på ryska, engelska, franska och italienska. Stor uppmärksamhet väckte på sin tid hans intima skildringar av den ryska revolutionsrörelsen, Rossia sotterannea (1882; Det underjordiska Ryssland). Vidare Russia under the Tsars (1885; Under tsarens spira). Han skrev även de delvis självbiografiska romanerna Andrej Kozjuchov (1889), Sjtundist Pavel Radenko (1895) och Domik na Volgje (1897). På engelska utkom The Russian Peasantry (1888). På ryska utgavs hans samlade verk i fyra delar 1907.

## På svenska
- Det underjordiska Ryssland (öfversättning från italienskan af Axel Bergström, Hæggström, 1883)
- Under tsarens spira (översättning Erik Thyselius, Lundholm, 1887)
- En nihilist : roman (okänd översättare, Björck & Börjesson, 1904)